# Symfonie nr. 3 (Cowen)
Frederic Cowen componeerde zijn Symfonie nr 3; De Scandinavische in 1880.
De première van dit werk vond plaats op 18 december 1880 in de St. James Hall te Londen. Het was dermate succesvol dat meerdere uitvoeringen volgden en het in 1882 in Wenen werd uitgegeven. Het werk is opgedragen aan muziekrecensent Francis Hueffer van The Times van die tijd. Deze Hueffer verzorgde later nog de teksten van de cantate The Sleeping Beauty. 

## Delen
1. Allegro moderato ma con moto;
2. A summer evening on the fjord; Adagio con moto-Allegretto;
3. Scherzo: Molto vivace quasi presto;
4. Finale: Allegro ma non troppo.

Het werk is geschreven uit inspiratie die Cowen opdeed tijdens een tournee door Scandinavië als begeleider van Zélia Trebelli (contra-alt). De compositie werd de doorbraak van Cowen en bleef ook zijn meest bekende werk. Dit heeft zonder meer te maken met de stijl waarin het werk is geschreven. Het past nog precies in de onderdrukte emoties en preutsheid van het victoriaanse tijdperk. Dus waar b.v. Jean Sibelius het natuurgeweld ook als zodanig vertaalde naar zijn muziek, blijft dat hier achterwege; het deel kabbelt eigenlijk gewoon door. 

## Orkestratie
De symfonie is gecomponeerd voor een orkestbezetting van 2 dwarsfluiten, 2 hobo's, 1 althobo 2 klarinetten, 2 fagotten, 4 hoorns, 2 trompetten, 3 trombones, pauken, triangel, harp en strijkers.

## Bron en discografie
- Uitgave Marco Polo 8223273; Tsjecho-Slowaaks Staats Filharmonisch Orkest o.l.v. Adrian Leaper (1990);
- Bladmuziek van Symfonie nr. 3 (Cowen) op de website van het International Music Score Library Project